# أحمد النجار
الشيخ أحمد بن علي بن صالح النجار هو علامة فقيه جليل، ولد بالطائف سنة 1272هجري ونشأ وتربى بين أحضان والده الشيخ الطبيب علي بن حسن النجار واعتنى بطلب العلم فأخذ وتلقى العلم الشريف من علوم القرآن والحديث النبوي الشريف والتفاسير وعلم النحو وما يتبعه كالصرف والبيان والمعاني وعلم الأدب والبحث والمناظرة والعلوم العقلية عن عدة شيوخ، وتعلم بالمدرسة الصولتية بمكة وتفقه وقرأ كتب الطب القديم والحديث، وحذق اللغات الفارسية والتركية والفرنسية إضافة إلى العربية. وكان الملك حسين بن علي شريف مكة يعول عليه في الطب إذا مرض. وكان الشيخ أحمد النجار إماما ومدرسا بالمسجد الحرام وكان له ركن في الحرم المكي يعلم ويفتي فيه بالمذهب الشافعي. و كان إماماً للمسجد الهادي بقلب الطائف وكان يدرِّس فيه الحديث الشريف لكل طلبة الحجاز ومن تلاميذه وجيه جدة العلامة محمد حسين نصيف. ويعتبر الشيخ أحمد النجار أول قاضٍ للطائف في زمن الحكم السعودي وكان مفتشا للمعارف زمن الحكومة التركية.

## نسبه
هو العلامة الفقيه الجليل الشيخ أحمد بن علي بن حسن بن صالح بن عوض بن حامد بن عبد الرحمن بن عبد الله القانوني الطائفي النجار.

## شيوخه
من شيوخه: الشيخ إبراهيم الرشيدي والشيخ أحمد زيني دحلان والشيخ إسماعيل نواب (( أخذ عنه علم الطب والأصول أضافه إلى ما تعلمه من والده الشيخ علي النجار )) ومفتي الحنابلة الشيخ حبيب الرحمن المشهور والشيخ حسين الحبشي والشيخ رحمة الله صاحب والشيخ علي بن محمد سعيد بابصيل
8- الشيخ عباس حلواني الذي تلقى عنه قراءة القرآن الكريم  والشيخ عبد الرحمن سراج والشيخ علي الوتري والشيخ محمد المشهور والشيخ محمد نواب.

## وفاته
توفى الشيخ أحمد النجار عصر يوم الثلاثاء يوم 29 جمادى الأولى سنة 1347 هـ بينما كان يبث العلم في طلبته وينشر الحديث النبوي الشريف بين تلاميذه
سمي باسمه شارعين الأول مدينة الطائف في حي السلامة والآخر في مدينة جده بجوار المستشفى السعودي الألماني.

## مؤلفاته
له عدة مؤلفات منها :
- الأسباب والعلامات
- مجموعه طبية)) [1]
- رسالة تاريخ ترميم الكعبة زمن السلطان عبد الحميد
- رسالة في المصطلح وعلم الحديث
- المرجع / مكتبة جامعة الدول العربية